# Noi cu drag muncim
Noi cu drag muncim este un film românesc din 1981 regizat de Matty Aslan.